# Siphonella perlonga
Siphonella perlonga är en tvåvingeart som beskrevs av Becker 1913. Siphonella perlonga ingår i släktet Siphonella och familjen fritflugor.
Artens utbredningsområde är Etiopien. Inga underarter finns listade i Catalogue of Life.